# Jarlsø
Jarlsø est une île de la commune de Tønsberg , dans le comté de Vestfold en Norvège.

## Description
L'île de 0,9 km2 est située face à Husvik et a très tôt acquis une grande importance en tant que mouillage à l'approche de la ville de Tønsberg. Jarlsø a une riche histoire qui remonte à l'ère viking.

## Histoire
Jarlsø est déjà mentionné dans la Saga des Ynglingar de Snorri Sturluson, en relation avec le roi Eystein Halvdanson frappant le mât d'un navire qui passait à la tête vers l'an 770 et se noyant sur l'île.
Après que le roi Håkon Håkonsen au XIIIe siècle a commencé à tenir le conseil du roi à Jarlsø, le Riksråd s'y tenait régulièrement. Plus tard, les réunions d'église ont également été ajoutées à Jarlsø. En 1537, le Riksråd et les réunions de l'église ont été fermés et Jarlsø est devenu un port ordinaire pour la ville de Tønsberg. Une carrière a été créée vers le milieu du même siècle.
À l'époque des voiliers de 1850 à 1910, l'île était un mouillage très utilisé et, de 1910 à 1963, de grandes compagnies baleinières étaient amarrées sur l'île. En 1915, Jarlsø Verft a lancé une vaste entreprise de construction navale. Dans le même temps, l'île a été transférée de Nøtterøy à la municipalité de Sem. Jusqu'à la guerre, des navires (principalement des baleiniers) et du matériel de chasse à la baleine ont été produits et des démolitions de navires ont été effectuées. Pendant l'occupation, les Allemands utilisèrent les halles du chantier naval comme entrepôts.
Après la guerre, Kaldnes Mekaniske Verksted a repris la majorité des actions de Jarlsø Verft . Jarlsø Støperi A/S a été construit et des pylônes à haute tension ont été produits et la galvanisation a été effectuée jusque dans les années 1980. En 1986, les sociétés ont été fusionnées en une seule société, Jarlsø Fabrikker A/S.
En 1995, Tor Solum a acheté l'ensemble de Jarlsø pour développer davantage les activités industrielles, mais en 2006, toutes les opérations industrielles ont été arrêtées et l'année suivante, le développement résidentiel a commencé sur l'île. L'île est actuellement réglementée à des fins résidentielles et, lorsque le développement sera terminé, offrira de l'espace pour 430 unités de logement. La partie sud de l'île, avec une petite forêt, un phare et des vestiges de positions allemandes de la Seconde Guerre mondiale, reste intacte.

## Galerie

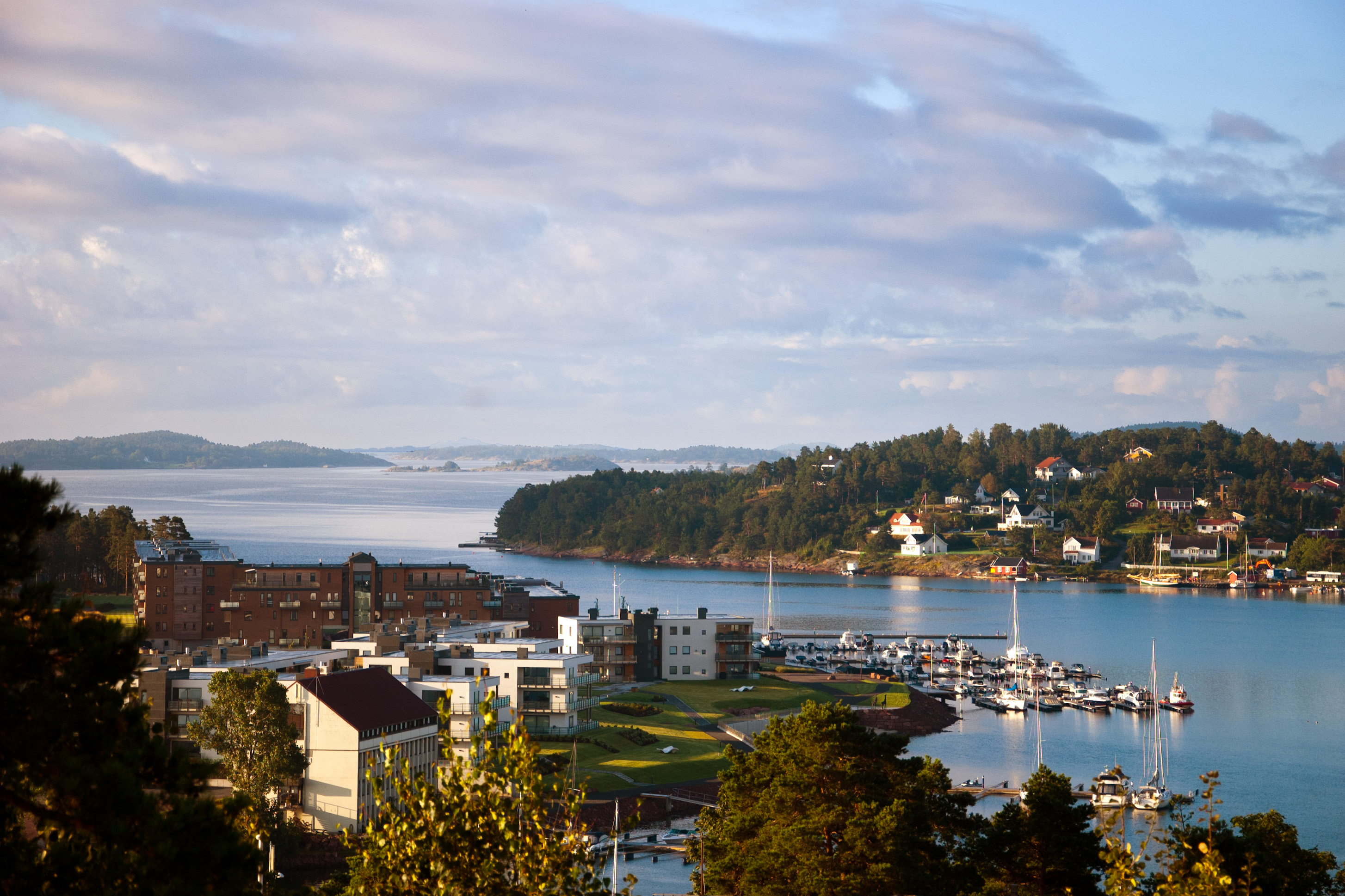
Les îles Jarlsø/Jersøy (à gauche) et Husøy (à droite)
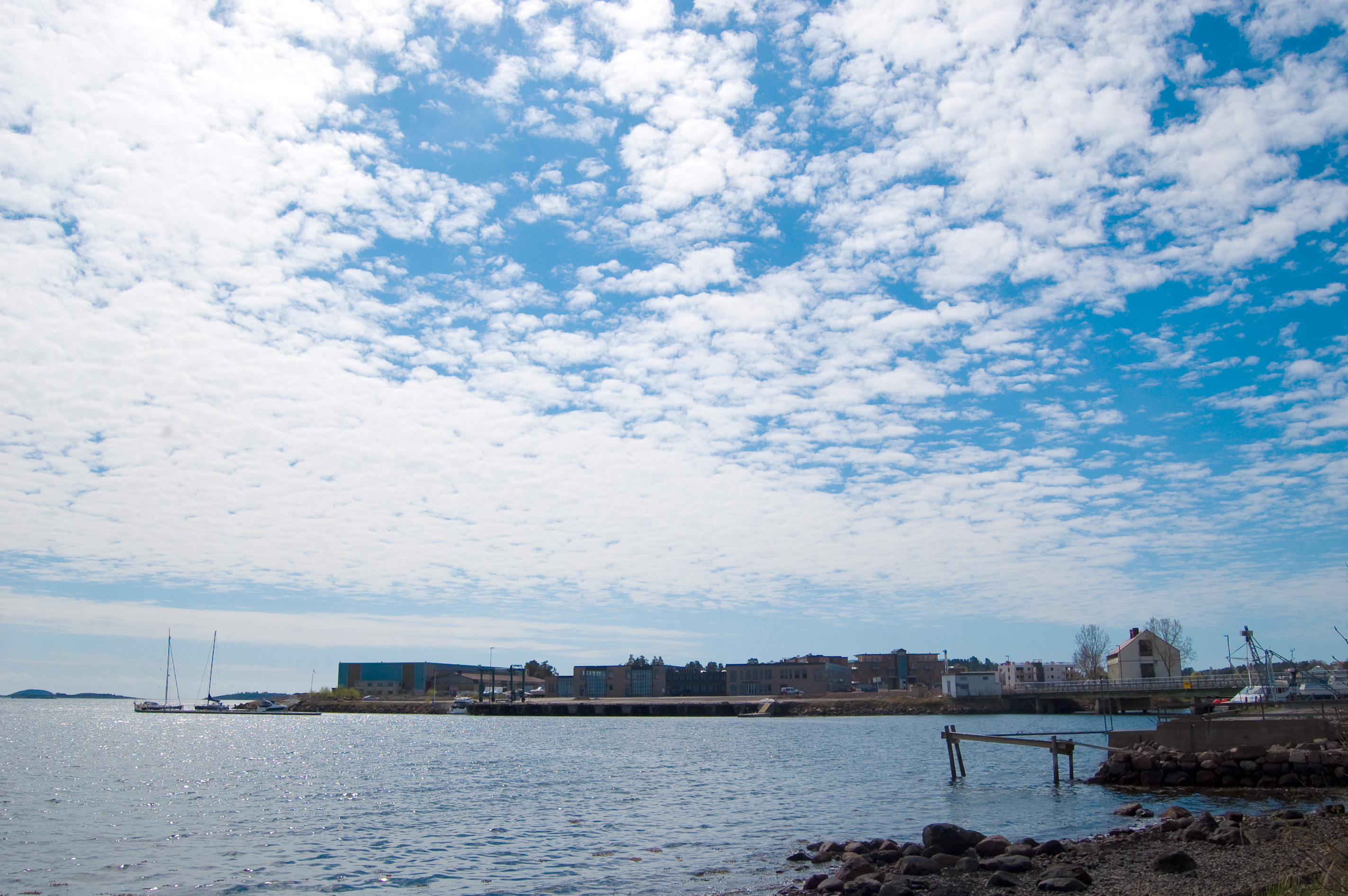
Jarlso face à Husvik
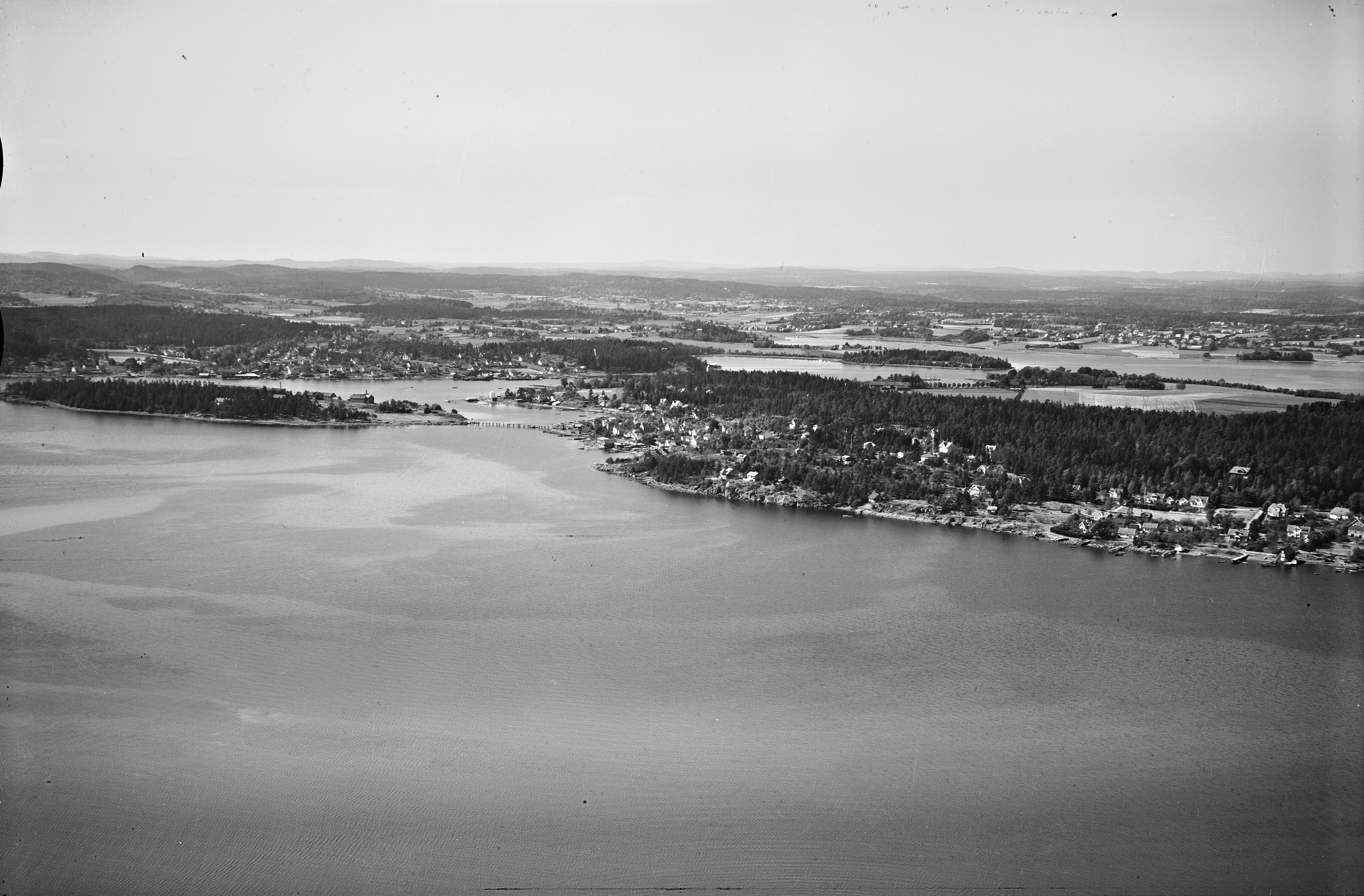
Jarlso (à gauche) en 1947